# Ryohei Koike
Ryohei Koike (小池 良平 Koike Ryōhei?,  nacido el 24 de agosto de 1980 en Shizuoka) es un exfutbolista japonés. Jugaba de centrocampista y su último club fue el Oita Trinita de Japón.

## Trayectoria

### Clubes
| Club         | País  | Año         |
| ------------ | ----- | ----------- |
| Oita Trinita | Japón | 1999 - 2000 |